# 206 ق م
206 ق م أو 206 قبل الميلاد هي سنة من العقد 20 ق م في التقويم اليولياني البروليبتي (التقويم الميلادي). تسبقها سنة 207 ق م وتليها سنة 205 ق م.

## أحداث

### الإمبراطورية الرومانية
- معركة إليبا بين الرومان والقرطاجيين انتهت بهزيمة القرطاجيين - معركة إيليبا (ألكالا ديل ريو حاليا قرب مدينة إشبيلية) في إسبانيا، وهزيمة جنرالات قرطاجة ماغو برقة وصدربعل جيسكو على على القوات الرومانية بقيادة بوبليوس كورنيليوس سكيبيو المعرف باسم سكيبيو الأفريقي. وينسحب ماغو إلى غاديس (قادس الحالية) ثم يبحر إلى جزر البليار.
- الجنرال الروماني بوبليوس كورنيليوس سكيبيو، يحصن غاديس وبذلك تكتمل السيطرة الرومانية على إسبانيا. وبانسحاب القرطاجيين من إسبانيا تصبح هسبانيا مقاطعة رومانية.
- سكيبيو الأفريقي يؤسس مدينة إيتاليكا (حاليا في شمال غرب إشبيلية الحالية في إسبانيا) كمكان يستقر به الجنود الرومان المصابين في معركة إيليبا.
- بعد نجاحه في طرد القرطاجيين من إسباينا، يعود سكيبيو منتصرا إلى روما  وينتخب قنصلا. ثم يستعد لخوض الحرب مع القرطاجيين في بلادهم.

### قرطاج
- صدربعل جيسكو يتقهقر إلى الشاطئ ويعبر إلى شمال أفريقيا، حيث يزوج ابنته من صيفاقس ملك قبيلة ماسيسيليا النوميدي، للتأكيد على تحالفهم العسكري.
- ماسينيسا شيخ القبيلة النوميدي ينقض تحالفه مع قرطاج بعد هزيمتها في إسبانيا، ويعرض التعاون مع روما. ويقوم صيفاقس بطرد منافسه ماسينيسا، ويعلن نفسه ملك نوميديا. ويدعم الرومان رغبة ماسينيسا في العرش النوميدي ضد صيفاقس، حلف قرطاج وحاكم قبلية ماسيسيليا.

### بلاد فارس
- أرشك الثاني ملك فرثية يخسر أراضٍ في معارك مع يوثيديموس الأول ملك باكتريا.
- أنطيوخوس الثالث يسير عبر جبال هندوكوش في اتجاه وادي كابول، ويجدد الصداقة مع الملك الهندي سوفاغاسينوس.

### اليونان
- تستمر الحرب بي مقدونيا وروما دون حسم. وتتمثل مصالح روما ليس في غزو مقدونيا لكن في إبقائها والمدن اليونانية والروابط اليونانية السياسية منقسمة وغير مهددة لها.
- فيليب الخامس يستطيع الاستفادة من عدم تحرك روما. وبعد نهب ثيرموم وهي المركز الديني والسياسي للأتوليين، يستطيع فيليب أن يجبر الأتوليين على قبول معاهدة سلام وفق شروطه هو.

### الصين
- بداية حرب الأهلية تشو وهان في الصين بعد سقوط سلالة تشين.
- زي يينغ الإمبراطور الصيني من أسرة تشين، يستسلم لـ ليو بانغ، زعيم الثورة الشعبية. وتلك هي نهاية حكم أسرة تشين، وبداية حكم أسرة هان. ورغم ذلك ولتأمين موقفه عبر الصين يدخل ليو بانغ في حرب أهلية مع أمير الحرب تشيانغ يو حتى عام 202 ق م، فيما يعرف بنزاع تشو – هان.
- صناعة سيوف جيان وداو خلال هذا العام تقريبا.

## مواليد
- بوليبيوس

## وفيات
- خريسيبوس فيلسوف إغريقي.
- هان تشينغ – حاكم صيني لـ الممالك الثمانية عشر
- سكرديلايداس – ملك إيليري للمملكة الأرديانية.
- يي (أو هواي الثاني) – حاكم صيني لدولة تشو.
- زي يينغ – الإمبراطور الصيني من أسرة تشين.

## كتب
- Yves Denis Papin (1998). Chronologie de l'histoire ancienne. Lieu de publication non identifié: Éditions Jean-paul Gisserot. ISBN:2-87747-346-5. OCLC:40746926. مؤرشف من الأصل في 2022-03-16.
- أحمد محمد عوف (2000)، موسوعة حضارة العالم، QID:Q12246226

## وصلات خارجية
- صفحة السنة على موقع onthisday.com
- سنة 206 ق م على موقع المكتبة الوطنية الفرنسية